# ریکاردو فریرا
ریکاردو ژوزه آراخو فریرا (به پرتغالی: Ricardo José Araújo Ferreira) (زاده ۲۵ نوامبر ۱۹۹۲) مدافع پرتغالی-کانادایی است.